# Об'єднання пам'яті (інформатика)
В комп'ютерних науках, об'єднання (англ. coalescing) це процес злиття двох сусідніх вільних блоків пам'яті. Коли застосунок звільняє пам'ять, прогалини можуть з'явитися в сегменті пам'яті, що використовується застосунком. Разом із іншими методами, об'єднання використовується для зменшення зовнішньої фрагментації, але не є абсолютно ефективним. Об'єднання можна виконувати як тільки блоки пам'яті звільняються, або воно може бути відкладене і виконане через деякий час (відкладене об'єднання), або взагалі може не виконуватись.
Об'єднання і пов'язані з ним методи, такі як ущільнення купи, можуть використовуватися при зборі сміття.